# Константин Кавасила
Константин Кавасила (на гръцки: Κωνσταντίνος Καβάσιλας, Константинос Кавасилас) е византийски духовник, охридски архиепископ през 1250-1263 година.

## Биография
Константин Кавасила е роден в Илирия, вероятно на територията на Епирското деспотство. Преди да стане архиепископ в Охрид, той е епископ на Струмица и митрополит на Драч. Последния пост заема още по времето на архиепископ Димитър Хоматиан, с когото води запазена до днес кореспонденция по правни и литургични въпроси.
Константин Кавасила е и автор на църковни песни. Запазени са 4 негови канона — за Климент Охридски, за Наум Охридски и два за тивериополските мъченици.